# Bridge piercing
Een bridge piercing is een oppervlaktepiercing in de brug van de neus, tussen de ogen. De bridge is ook bekend als "Erl" of "Earl" , naar de eerste ontvanger, Erl van Aken. Er kan ook een verticale bridge gepiercet worden, alleen is dit significant moeilijker, de risico's op afstoting en complicaties zijn ook groter.
Om een bridge piercing te kunnen plaatsen is er voldoende plaats nodig tussen de ogen en boven de neus. Hierbij zal de piercing doorheen de huid gaan.